# يورانيوم-233
يورانيوم-233 في الفيزياء هو أحد نظائر عنصر اليورانيوم التي تتميز بالانشطار بالنيوترونات. وهو جزء من دورة الثوريوم كوقود نووي. وقد استخدم في عدد من المفاعلات النووية، كما توجد اقتراحات لاستخدامه في إنتاج الطاقة. اليورانيوم-233 له عمر النصف 160.000 سنة.
ويتكون اليورانيوم-233 عن طريق تفاعل النيوترونات مع الثوريوم-232. فعندما يمتص الثوريوم-232 نيوترونا يصبح ثوريوم-233 الذي له عمر النصف 22 دقيقة فقط. ويتحلل الثوريوم-233 إلى بروتاكتينيوم-233 من خلال تحلل بيتا. ويبلغ عمر النصف للبروتاكتينيوم-233 نحو 27 يوما، وهو يتحول بدوره عن طريق تحلل بيتا فينتج اليورانيوم-233 .
وقد استخدم اليورانيوم-233 كوقود في بعض مفاعلات الملح المنصهر بغرض عزل البروتاكتينيوم بحيث لا يمتص نوترونا آخرا قبل أن يتحلل عن طريق تحلل بيتا.
وينشطر اليورانيوم-233 عند امتصاصه أحد النيوترونات ولكنه أحيانا لا ينشطر ويحتفظ بالنيوترون الذي ابتلعه ويتحول إلى النظير يورانيوم-234، إلا أن نسبة عدم الانشطار له تعتبر أقل منها بالمقارنة باليورانيوم-235 وبلوتونيوم-239 والبلوتونيوم-240.
وينشأ عن انقسام نواة واحدة من أنوية اليورانيوم-233 نحو 198 مليون إلكترون فولت
أي تعادل
= 3.171 × 10−11 جول،
أي 19.09  تيرا جول/مول
= 81.95 تيرا جول/كيلوجرام.
| مصدر الطاقة                                                                | متوسط الطاقة الصادرة [مليون إلكترون فولت] (MeV) |
| -------------------------------------------------------------------------- | ----------------------------------------------- |
| طاقة صادرة على الفور                                                       |                                                 |
| طاقة الحركة لنواتج النشطار                                                 | 168.2                                           |
| طاقة حركة النيوترونات                                                      | 4.9                                             |
| طاقة أشعة غاما                                                             | 7.7                                             |
| طاقة ناتجة عن تحلل نواتج الانشطارproducts                                  |                                                 |
| طاقة تحملها أشعة بيتا                                                      | 5.2                                             |
| طاقة نقيض النيوترينو                                                       | 6.9                                             |
| طاقة أشعة غاما اللاحقة                                                     | 5.0                                             |
| المجموع                                                                    | 197.9                                           |
| طاقة ناتجة عن النيوترونات التي لم تدخل في تفاعل انشطاري وتُمتص في مادة أخرى | 9.1                                             |
| الطاقة التي تتحول إلى طاقة حرارية في المفاعل النووي                        | 200.1                                           |

## استنسال اليورانيوم-233
استنسال اليورانيوم-233  أو توليده من الثوريوم ما هو إلا تخطيط بعيد المدى لإنتاج الطاقة الكهربائية من الطاقة النووية في الهند. وتوجد في الهند موارد طبيعية كثيرة تحتوي على الثوريوم. وتتم عملية استنسال اليورانيوم-233 في أحد مفاعلات النيوترونات السريعة أو في مفاعلات الماء الخفيف. أما في خارج الهند فلا يوجد اهتمام بدورة الوقود النووي المعتمدة على الثوريوم، ذلك رغم أن احتياطي العالم من الثوريوم يعادل ثلاثة أضعاف احتياطي خام اليورانيوم الموجود.

## اقرأ أيضا
- يورانيوم-235
- يورانيوم-238
- وقود نووي
- انشطار نووي
- بلوتونيوم-239
- سلاح نووي
- تقنية نووية
- مفاعل استنسال سريع
- مفاعل ملح منصهر